# Schwedischer Fußballpokal der Männer 2006
Der schwedische Fußballpokal 2006 (auch Svenska Cupen 2006 genannt) war die 51. Austragung des Fußballpokalwettbewerbs der Männer. Die 1. Runde begann am 17. März 2006. Das Finale fand am 11. November 2006 im Råsundastadion von Solna statt. Titelverteidiger war Djurgårdens IF.
Pokalsieger wurde Helsingborgs IF. Das Team setzte sich im Finale mit 2:0 gegen Gefle IF durch. Der Sieger qualifizierte sich für die 1. Qualifikationsrunde des UEFA-Cups 2007/08.

## Modus
Alle Begegnungen wurden im K.-o.-System ausgetragen. Bei unentschiedenem Ausgang gab es eine Verlängerung von zweimal 15 Minuten und gegebenenfalls ein Elfmeterschießen. In der 1. Runde traten 68 Mannschaften der dritten Spielklasse oder darunter gegeneinander an. In der 2. Runde wurde den Mannschaften der Allsvenskan bzw. Superettan jeweils ein Sieger der 1. Runde zugelost.

## Teilnehmer
| Fotbollsallsvenskan (14) (Level 1)                                                                                     | Fotbollsallsvenskan (14) (Level 1)                                                                       | Superettan (16) (Level 2) | Superettan (16) (Level 2)                                                                                                   |
| --- | --- | --- | --- |
| - Assyriska FF - Djurgårdens IF - IF Elfsborg - Gefle IF - IFK Göteborg - BK Häcken - Hammarby IF                      | - Halmstads BK - Helsingborgs IF - Kalmar FF - Landskrona BoIS - Malmö FF - GIF Sundsvall - Örgryte IS   | - Åtvidabergs FF - Bodens BK - IF Brommapojkarna - Degerfors IF - Falkenbergs FF - GAIS Göteborg - Ljungskile SK - Mjällby AIF | - IFK Norrköping - Örebro SK - Östers IF - AIK Solna - Trelleborgs FF - Väsby United - Västerås SK - Västra Frölunda IF     |
| Division 2 (19) (Level 3)                                                                                              | | | |
| - Ängelholms FF - Carlstad United BK - BK Forward - Enköpings SK - Ersboda SK                                          | - Visby IF Gute - IFK Hässleholm - Husqvarna FF - Jönköpings Södra IF - Kristianstads FF                 | - Myresjö IF - Östersunds FK - Robertsfors IK - IK Sirius - Skärhamns IK                                                       | - Syrianska FC - FC Trollhättan - IFK Värnamo - Vasalunds/Essinge IF                                                        |
| Division 3 (22) (Level 4)                                                                                              | Division 3 (22) (Level 4)                                                                                | Division 3 (22) (Level 4) | Division 4 (8) (Level 5) |
| - Avesta AIK - Enskede IK - Friska Viljor FC - Gantofta IF - Grimsås IF - Gunnilse IS - Hammarby Talang FF - IF Heimer | - Höllvikens GIF - Hudiksvalls ABK - Topkapi Konya KIF - Lundby IF - Motala AIF - IFK Ölme - Rynninge IK | - Sandareds IF - Sandvikens IF - Sävast AIF - Skiljebo SK - Spårvägens FF - Tenhults IF - IFK Timrå                            | - Bollstanäs SK - Heby AIF - Hertzöga BK - Kalmar AIK - Kulladals FF - Slottsskogen/Godhem IF - Stavstens IF - IFK Tidaholm |
| Division 5 (15) (Level 6)                                                                                              | Division 5 (15) (Level 6)                                                                                | Division 6 (3) (Level 7) | Division 7 (1) (Level 8) |
| - Atlas Copko IF - Borås AIK - Eneby BK - Eslövs BK - IFK Fjärås - Haparanda FF - Lyckeby GoIF - Malmslätts AIK        | - Oxie IF - Säters IF - FF Södertälje - Tidaholms GoIF - Tvååkers IF - IF Viken - IFK Viksjö             | - Dalen/Krokslätts FF - Skinnskattebergs SK - Väröbacka GIF                                                                    | - FK Jat |

## 1. Runde
Teilnehmer: 19 Vereine der Division 2, 22 Vereine der Division 3, acht Vereine der Division 4, 15 Vereine der Division 5, drei Vereine der Division 6, und ein Verein der Division 7.
| Datum      |                            | Ergebnis              |                            |
| ---------- | -------------------------- | --------------------- | -------------------------- |
| 17.03.2006 | Jönköpings Södra IF (III)  | 6:0                   | Malmslätts AIK (VI)        |
| 26.03.2006 | Lyckeby GoIF (VI)          | 0:2                   | Kalmar AIK (V)             |
| 28.03.2006 | Eneby BK (VI)              | 1:5                   | Enskede IK (IV)            |
| 28.03.2006 | Gunnilse IS (IV)           | 5:2 n. V.             | Husqvarna FF (III)         |
| 30.03.2006 | FC Trollhättan (III)       | 1:0                   | Lundby IF (IV)             |
| 30.03.2006 | Oxie IF (VI)               | 1:4                   | Gantofta IF (IV)           |
| 30.03.2006 | FF Södertälje (VI)         | 03:0 1                | Topkapi Konya KIF (IV)     |
| 01.04.2006 | FK Jat (VIII)              | 3:0                   | Borås AIK (VI)             |
| 01.04.2006 | Bollstanäs SK (V)          | 0:7                   | Visby IF Gute (III)        |
| 01.04.2006 | Eslövs BK (VI)             | 4:2                   | Tvååkers IF (VI)           |
| 01.04.2006 | IFK Fjärås (VI)            | 0:1                   | IFK Hässleholm (III)       |
| 01.04.2006 | Motala AIF (IV)            | 5:1                   | Myresjö IF (III)           |
| 01.04.2006 | Skiljebo SK (IV)           | 1:1 n. V. (4:2 i. E.) | Syrianska FC (III)         |
| 01.04.2006 | Säters IF (VI)             | 0:4                   | IK Sirius (III)            |
| 01.04.2006 | Ersboda SK (III)           | 4:1                   | Robertsfors IK (III)       |
| 01.04.2006 | Friska Viljor FC (IV)      | 2:4 n. V.             | Östersunds FK (III)        |
| 01.04.2006 | IFK Tidaholm (V)           | 0:4                   | IFK Värnamo (III)          |
| 01.04.2006 | Väröbacka GIF (VII)        | 0:3                   | Slottsskogen/Godhem IF (V) |
| 01.04.2006 | Grimsås IF (IV)            | 0:2                   | Ängelholms FF (III)        |
| 01.04.2006 | IF Heimer (IV)             | 1:0                   | IFK Ölme (IV)              |
| 01.04.2006 | IF Viken (VI)              | 1:1 n. V. (5:4 i. E.) | Hertzöga BK (V)            |
| 01.04.2006 | Sandvikens IF (IV)         | 9:0                   | Skinnskattebergs SK (VII)  |
| 01.04.2006 | Kulladals FF (V)           | 1:4                   | Höllvikens GIF (IV)        |
| 02.04.2006 | IFK Viksjö (VI)            | 0:1                   | Hammarby Talang FF (IV)    |
| 02.04.2006 | Tidaholms GoIF (VI)        | 1:2 n. V.             | BK Forward (III)           |
| 02.04.2006 | Atlas Copko IF (VI)        | 0:3                   | Spårvägens FF (IV)         |
| 02.04.2006 | Dalen/Krokslätts FF (VII)  | 1:2                   | Tenhults IF (IV)           |
| 02.04.2006 | Stavstens IF (V)           | 0:4                   | Kristianstads FF (III)     |
| 02.04.2006 | Sandareds IF (IV)          | 0:1                   | Skärhamns IK (III)         |
| 02.04.2006 | Rynninge IK (IV)           | 3:5                   | Carlstad United BK (III)   |
| 05.04.2006 | Hudiksvalls ABK (IV)       | 2:2 n. V. (5:3 i. E.) | IFK Timrå (IV)             |
| 06.04.2006 | Vasalunds/Essinge IF (III) | 5:1                   | Heby AIF (V)               |
| 08.04.2006 | Avesta AIK (IV)            | 0:3                   | Enköpings SK (III)         |
| 08.04.2006 | Haparanda FF (VI)          | 1:3 n. V.             | Sävast AIF (IV)            |

## 2. Runde
Teilnehmer: Die 34 Sieger der 1. Runde und alle Mannschaften der Allsvenskan 2005 und der Superettan 2005.
| Datum      |                            | Ergebnis              |                         |
| ---------- | -------------------------- | --------------------- | ----------------------- |
| 12.04.2006 | Gunnilse IS (IV)           | 3:3 n. V. (4:3 i. E.) | Bodens BK (II)          |
| 12.04.2006 | IFK Värnamo (III)          | 1:2                   | Örebro SK (II)          |
| 12.04.2006 | Sandvikens IF (IV)         | 0:3                   | Västerås SK (II)        |
| 13.04.2006 | Enskede IK (IV)            | 2:3                   | Väsby United (II)       |
| 13.04.2006 | Spårvägens FF (IV)         | 0:3                   | Trelleborgs FF (II)     |
| 13.04.2006 | Vasalunds/Essinge IF (III) | 0:5                   | Falkenbergs FF (II)     |
| 13.04.2006 | IFK Norrköping (II)        | 2:0                   | Östersunds FK (III)     |
| 13.04.2006 | Kalmar AIK (V)             | 0:3                   | Örgryte IS (I)          |
| 13.04.2006 | Gantofta IF (IV)           | 1:2                   | Kristianstads FF (III)  |
| 14.04.2006 | BK Forward (III)           | 2:2 n. V. (2:3 i. E.) | Landskrona BoIS (I)     |
| 17.04.2006 | FF Södertälje (VI)         | 0:8                   | GAIS Göteborg (II)      |
| 17.04.2006 | Motala AIF (IV)            | 3:6 n. V.             | Enköpings SK (III)      |
| 18.04.2006 | Tenhults IF (IV)           | 0:1                   | Östers IF (II)          |
| 19.04.2006 | IF Viken (VI)              | 1:3                   | Mjällby AIF (II)        |
| 19.04.2006 | Jönköpings Södra IF (III)  | 3:0                   | BK Häcken (I)           |
| 19.04.2006 | Visby IF Gute (III)        | 2:0                   | Ljungskile SK (II)      |
| 19.04.2006 | IF Heimer (IV)             | 3:6 n. V.             | IFK Göteborg (I)        |
| 19.04.2006 | Ersboda SK (III)           | 1:3                   | Degerfors IF (II)       |
| 19.04.2006 | IK Sirius (III)            | 1:2                   | IF Brommapojkarna (II)  |
| 19.04.2006 | FC Trollhättan (III)       | 3:0                   | GIF Sundsvall (I)       |
| 20.04.2006 | AIK Solna (II)             | 4:0                   | Hudiksvalls ABK (IV)    |
| 20.04.2006 | FK Jat (VIII)              | 0:8                   | Malmö FF (I)            |
| 20.04.2006 | Ängelholms FF (III)        | 1:1 n. V. (2:4 i. E.) | Gefle IF (I)            |
| 20.04.2006 | Carlstad United BK (III)   | 6:1                   | Västra Frölunda IF (II) |
| 20.04.2006 | Eslövs BK (VI)             | 0:1                   | Assyriska FF (I)        |
| 20.04.2006 | Sävast AIF (IV)            | 0:9                   | Hammarby IF (I)         |
| 20.04.2006 | Höllvikens GIF (IV)        | 0:2                   | Åtvidabergs FF (II)     |
| 29.04.2006 | Slottsskogen/Godhem IF (V) | 0:8                   | IF Elfsborg (I)         |
| 04.05.2006 | Skiljebo SK (IV)           | 2:3                   | Kalmar FF (I)           |
| 17.05.2006 | Hammarby Talang FF (IV)    | 1:2                   | Halmstads BK (I)        |
| 18.05.2006 | Skärhamns IK (III)         | 0:2                   | Helsingborgs IF (I)     |
| 18.05.2006 | IFK Hässleholm (III)       | 1:3                   | Djurgårdens IF (I)      |

## 3. Runde
| Datum      |                           | Ergebnis  |                     |
| ---------- | ------------------------- | --------- | ------------------- |
| 16.05.2006 | Carlstad United BK (III)  | 0:2       | IFK Norrköping (II) |
| 17.05.2006 | Degerfors IF (II)         | 2:0 n. V. | Assyriska FF (I)    |
| 17.05.2006 | IF Brommapojkarna (II)    | 1:2       | Mjällby AIF (II)    |
| 17.05.2006 | Jönköpings Södra IF (III) | 0:2 n. V. | Västerås SK (II)    |
| 17.05.2006 | Kristianstads FF (III)    | 1:5       | Östers IF (II)      |
| 18.05.2006 | Enköpings SK (III)        | 2:4       | Falkenbergs FF (II) |
| 18.05.2006 | FC Trollhättan (III)      | 1:4       | IF Elfsborg (I)     |
| 18.05.2006 | Gefle IF (I)              | 4:2       | Åtvidabergs FF (II) |
| 18.05.2006 | Landskrona BoIS (I)       | 3:0       | Örgryte IS (I)      |
| 18.05.2006 | Visby IF Gute (III)       | 3:2       | Örebro SK (II)      |
| 18.05.2006 | Väsby United (II)         | 1:0       | Malmö FF (I)        |
| 07.06.2006 | Gunnilse IS (IV)          | 0:2       | Halmstads BK (I)    |
| 07.06.2006 | Kalmar FF (I)             | 4:1       | AIK Solna (II)      |
| 08.06.2006 | IFK Göteborg (I)          | 1:2       | Trelleborgs FF (II) |
| 28.06.2006 | Djurgårdens IF (I)        | 2:0       | GAIS Göteborg (II)  |
| 06.07.2006 | Hammarby IF (I)           | 1:3       | Helsingborgs IF (I) |

## Achtelfinale
| Datum      |                     | Ergebnis  |                     |
| ---------- | ------------------- | --------- | ------------------- |
| 22.06.2006 | IFK Norrköping (II) | 5:4       | Mjällby AIF (II)    |
| 22.06.2006 | Västerås SK (II)    | 1:2       | Landskrona BoIS (I) |
| 06.07.2006 | IF Elfsborg (I)     | 2:1 n. V. | Djurgårdens IF (I)  |
| 06.07.2006 | Falkenbergs FF (II) | 3:4       | Väsby United (II)   |
| 06.07.2006 | Halmstads BK (I)    | 0:3       | Gefle IF (I)        |
| 06.07.2006 | Trelleborgs FF (II) | 0:4       | Östers IF (II)      |
| 26.07.2006 | Visby IF Gute (III) | 1:2 n. V. | Kalmar FF (I)       |
| 27.07.2006 | Helsingborgs IF (I) | 3:0       | Degerfors IF (II)   |

## Viertelfinale
| Datum      |                     | Ergebnis              |                     |
| ---------- | ------------------- | --------------------- | ------------------- |
| 03.08.2006 | Landskrona BoIS (I) | 2:3                   | Gefle IF (I)        |
| 03.08.2006 | Östers IF (II)      | 2:0                   | Väsby United (II)   |
| 19.08.2006 | Helsingborgs IF (I) | 4:4 n. V. (5:3 i. E.) | IF Elfsborg (I)     |
| 31.08.2006 | Kalmar FF (I)       | 4:2 n. V.             | IFK Norrköping (II) |

## Halbfinale
| Datum      |                     | Ergebnis              |                |
| ---------- | ------------------- | --------------------- | -------------- |
| 19.10.2006 | Helsingborgs IF (I) | 3:0                   | Östers IF (II) |
| 19.10.2006 | Kalmar FF (I)       | 1:1 n. V. (3:4 i. E.) | Gefle IF (I)   |

## Finale
| Paarung         | Gefle IF – Helsingborgs IF |
| Ergebnis        | 0:2 (0:1) |
| Datum           | 11. November 2006 |
| Stadion         | Råsundastadion, Solna |
| Zuschauer       | 3.379 |
| Schiedsrichter  | Stefan Johannesson |
| Tore            | 0:1 Luton Shelton (28.) 0:2 Babis Stefanidis (53.) |
| Gefle IF        | Mattias Hugossen – Thomas Hedlung, Magnus Wilkström, Daniel Berhardsson, Andreas Revahl – Johan Claesson, Johannes Ericsson, Yannick Bapupa – Patrick Karlsson, René Makondele, Daniel Westlin (72. Kristen Viikmäe) Cheftrainer: Per Olsson                                                  |
| Helsingborgs IF | Daniel Andersson – Fredrik Björck, Andreas Granqvist, Andreas Jakobsson, Franco Miranda, Erik Wahlstedt – McDonald Mariga (90. Andreas Landgren), Fredrik Svanbäck (86. Olivier Karekezi) – Luton Shelton (89. Gustaf Andersson), Babis Stefanidis, Henrik Larsson Cheftrainer: Stuart Baxter |
| Gelbe Karten    | Berhardsson – Granqvist |